# Grand Theft Auto: San Andreas (trilha sonora)
A trilha sonora do jogo eletrônico Grand Theft Auto: San Andreas, ambientado no ano de 1992, no estado fictício de San Andreas, na Costa Oeste dos Estados Unidos, exigiu que a estação de rádio existente dentro do próprio jogo refletisse os gostos musicais da época e da região, cobrindo também as notícias e atualidades deste estado imaginário, e fazendo a sua previsão do tempo. Juntamente com diversas canções do início dos anos 90, a trilha sonora também incluiu diversas obras feitas das décadas de 50, 60, 70 e 80. Muitas das canções contém trechos interpolados ou sampleados de outras canções que aparecem neste ou em outros títulos da linha GTA, como "Check Yo Self", do rapper Ice Cube, que contém trecho sampleado de "The Message", de Grandmaster Flash, que já havia aparecido na trilha sonora de Grand Theft Auto: Vice City, ou "Weekend", que aparece em sua forma original na estação de rádio Paradise FM, do jogo Grand Theft Auto: Vice City Stories.
Inicialmente, o jogador pode apenas ouvir a rádio quando adquire um veículo; posteriormente pode fazê-lo em qualquer momento do jogo, através das opções de áudio no menu do jogo. A estação em que o rádio de cada veículo estará sintonizado no momento em que o jogador entrar é determinado por diversos fatores, e os jogadores podem mudar de estação ou desligá-lo sempre que desejarem. Os únicos veículos no jogo que não permitem o acesso ao rádio são os veículos policiais ou de emergência, tratores, bicicletas e certos barcos. Tanto as estações de rádio como algumas das canções que elas tocam podem ser ouvidas ao fundo em determinados locais, como bares, lojas de roupas, discotecas, cassinos e nos guarda-roupas do personagem principal. As versões para Xbox e PC permitem ao jogador que crie e customize suas próprias estações de rádio, com a adição de faixas importadas pelo próprio usuário. No entanto, ao contrário dos GTAs anteriores, que também ofereciam esta função, o GTA: San Andreas insere anúncios publicitários entre cada faixa.
A trilha sonora oficial foi lançada internacionalmente em 23 de novembro de 2004 pela gravadora norte-americana Interscope Records com o título de Grand Theft Auto: San Andreas Official Soundtrack. Foi lançado também, em 7 de dezembro de 2004, uma edição especial, Grand Theft Auto: San Andreas Official Soundtrack Box Set collection. Michael Hunter é o compositor da canção-tema e de toda a música incidental do jogo.

## Álbum

### Grand Theft Auto: San Andreas Official Soundtrack
Grand Theft Auto: San Andreas Official Soundtrack apresenta faixas selecionadas das estações de rádio do jogo. Foi lançado como um álbum de três discos em 23 de novembro de 2004, pela Interscope Records. Os dois primeiros discos contêm as músicas, enquanto o terceiro disco é um DVD com o curta-metragem The Introduction, um pequeno vídeo machinima que retrata eventos que antecedem o jogo.
| Disco um       |                                                      |         |  |
| N.º            | Título                                               | Duração |  |
| 1.             | "Theme from San Andreas" (Michael Hunter)            | 1:28    |  |
| 2.             | "Killing in the Name" (Rage Against the Machine)     | 5:17    |  |
| 3.             | "I Don't Give a Fuck" (2Pac)                         | 6:16    |  |
| 4.             | "The Payback" (James Brown)                          | 7:39    |  |
| 5.             | "West Coast Poplock" (Ronnie Hudson & Street People) | 5:30    |  |
| 6.             | "Groove Me" (Guy)                                    | 4:44    |  |
| 7.             | "Two Tickets to Paradise" (Eddie Money)              | 3:32    |  |
| 8.             | "How I Could Just Kill a Man" (Cypress Hill)         | 4:10    |  |
| 9.             | "Pressure Drop" (Toots & the Maytals)                | 3:44    |  |
| 10.            | "Children's Story" (Slick Rick)                      | 3:57    |  |
| 11.            | "Cold Blooded" (Rick James)                          | 4:03    |  |
| 12.            | "Break 4 Love" (Raze)                                | 5:17    |  |
| Duração total: | Duração total:                                       | 1:00:19 |  |

| Disco dois     |                                               |         |  |
| N.º            | Título                                        | Duração |  |
| 1.             | "Funky Worm" (Ohio Players)                   | 2:42    |  |
| 2.             | "Barracuda" (Heart)                           | 3:59    |  |
| 3.             | "Hood Took Me Under" (Compton's Most Wanted)  | 3:56    |  |
| 4.             | "Think (About It)" (Lyn Collins)              | 3:25    |  |
| 5.             | "Rebel Without a Pause" (Public Enemy)        | 5:19    |  |
| 6.             | "Midlife Crisis" (Faith No More)              | 3:52    |  |
| 7.             | "Poison" (Bell Biv DeVoe)                     | 4:49    |  |
| 8.             | "Chase the Devil" (Max Romeo & the Upsetters) | 3:20    |  |
| 9.             | "I Know You Got Soul" (Eric B. & Rakim)       | 2:51    |  |
| 10.            | "Crazy" (Willie Nelson)                       | 3:59    |  |
| 11.            | "Head Like a Hole" (AFI)                      | 4:44    |  |
| Duração total: | Duração total:                                | 1:00:19 |  |

## Estações de rádio

### Bounce FM
DJ: The Funktipus (voz de George Clinton)
Gênero: Funk, disco, soul, R&B
Faixas:
- Zapp - "I Can Make You Dance"
- Kool & the Gang - "Hollywood Swinging"
- Ohio Players - "Love Rollercoaster"
- Ohio Players - "Funky Worm"
- Rick James - "Cold Blooded"
- Maze - "Twilight (Instrumental)"
- Fatback Band - "Yum Yum (Gimme Some)"
- The Isley Brothers - "Between the Sheets"
- Ronnie Hudson & The Street People - "West Coast Poplock"
- Lakeside - "Fantastic Voyage"
- George Clinton - "Loopzilla"
- Dazz Band - "Let It Whip"
- Cameo - "Candy"
- MFSB - "Love Is the Message"
- Johnny Harris - "Odyssey"
- Roy Ayers - "Running Away"
- Gap Band - "You Dropped a Bomb on Me"

Sumário: A Bounce FM é uma estação especializada em funk, comandada pelo DJ The Funktipus (dublado pelo músico de funk George Clinton) Marvin Trill, âncora de programa em outra das estações de rádio do jogo, a WCTR, telefona para a Bounce FM, aparentemente achando que 'The Party Ship' ("A Nave-Festa", slogan/apelido da rádio) fosse realmente uma nave espacial e perguntando como poderia entrar nela.

### CSR 103.9
DJ: Phillip "PM" Michaels (voz de Michael Bivins)
Gênero: New jack swing
Faixas:
- SWV - "I'm So Into You"
- Soul II Soul - "Keep on Movin'"
- Samuelle - "So You Like What You See"
- En Vogue - "My Lovin' (You're Never Gonna Get It)"
- Johnny Gill - "Rub You the Right Way"
- Ralph Tresvant - "Sensitivity"
- Guy - "Groove Me"
- Aaron Hall - "Don't Be Afraid"
- Boyz II Men - "Motownphilly"
- Bell Biv DeVoe - "Poison"
- Today - "I Got the Feeling"
- Wreckx-N-Effect - "New Jack Swing"
- Bobby Brown - "Don't Be Cruel"

Sumário: Contemporary Soul Radio (CSR 103.9, "Rádio Soul Contemporâneo") é uma estação de rádio especializada em new jack swing (ou soul contemporâneo) apresentada por Phillip "PM" Michaels (dublado por Michael Bivins). Michaels é um personagem extremamente obcecado por si mesmo, que acredita ser uma estrela prestes a despontar, apesar de sua carreira ter tido até então um sucesso bem limitado. A tela de áudio do jogo e o manual de instruções se referem a esta rádio como CSR 103.9.

### K-DST
DJ: Tommy "The Nightmare" Smith (voz de Axl Rose)
Gênero: Rock clássico
 Faixas:
- Foghat - "Slow Ride"
- Creedence Clearwater Revival - "Green River"
- Heart - "Barracuda"
- Kiss - "Strutter"
- Toto - "Hold the Line"[5]
- Rod Stewart - "Young Turks"
- Tom Petty - "Runnin' Down a Dream"
- Joe Cocker - "Woman to Woman"
- Humble Pie - "Get Down to It"
- Grand Funk Railroad - "Some Kind of Wonderful"
- Lynyrd Skynyrd - "Free Bird"
- America - "A Horse with No Name"
- The Who - "Eminence Front"
- Boston - "Smokin'"
- David Bowie - "Somebody Up There Likes Me"
- Eddie Money - "Two Tickets to Paradise"
- Billy Idol - "White Wedding Pt. 1"

Sumário: K-DST "The Dust" ("O Pó") é uma estação de rádio especializada em rock clássico, sediada em Los Santos (paródia da cidade norte-americana de Los Angeles). Comandada por Tommy "The Nightmare" Smith (dublado por Axl Rose, vocalista da banda norte-americana Guns N' Roses), antigo vocalista da banda de rock progressivo dos anos 70, Crystal Ship (que é o título de uma canção da banda The Doors). Smith é bastante calmo durante a programação e constantemente fala aos ouvintes sobre o "estilo rock 'n' roll" de vida dos anos 70. Ele também crítica incessantemente sua ex-mulher, dando a entender que possui uma grande mágoa por ela, além de manifestar seu desgosto pelas músicas de rap e hip-hop e de fazer provocações a Radio X e DJ Sage, por quem Tommy tem uma grande antipatia. Em uma das transmissões, Tommy "The Nightmare" Smith diz: "tudo o que nós precisamos é de um pouco de paciência, eu já disse isso antes e vou dizer de novo", uma possível referência a canção "Patience" do Guns N' Roses.

### K-Jah West
DJ: Marshall Peters e Johnny Lawton (vozes de Sly and Robbie)
Gênero: Reggae, dub
Faixas:
- Black Harmony - "Don't Let It Go To Your Head"
- Blood Sisters - "Ring My Bell"
- Shabba Ranks - "Wicked Inna Bed"
- Buju Banton - "Batty Rider"
- Augustus Pablo - "King Tubby Meets Rockers Uptown"
- Dennis Brown - "Revolution"
- Willie Williams - "Armagideon Time"
- I-Roy - "Sidewalk Killer"
- Toots & the Maytals - "Funky Kingston"
- Dillinger - "Cocaine In My Brain"
- Chaka Demus & Pliers - "Bam Bam"
- Barrington Levy - "Here I Come"
- Reggie Stepper - "Drum Pan Sound"
- Black Uhuru - "Great Train Robbery"
- Max Romeo & The Upsetters - "I Chase The Devil"
- Toots & the Maytals - "Pressure Drop"

Sumário: K-Jah West é uma estação de rádio especializada em reggae e dub, apresentada por Marshall Peters & Johnny Lawton (dublados pelos músicos jamaicanos Lowell Dunbar e Robbie Shakespeare, respectivamente). É a afiliada na Costa Oeste da K-JAH existente em Liberty City na trilha sonora do jogo Grand Theft Auto III.

### K Rose
DJ: Mary-Beth Maybell (voz de Riette Burdick)
Gênero: Música country, country rock
Faixas:
- Jerry Reed - "Amos Moses"
- Conway Twitty & Loretta Lynn - "Louisiana Woman, Mississippi Man"
- Hank Williams - "Hey Good Lookin'"
- Juice Newton - "Queen of Hearts"
- The Statler Brothers - "New York City"
- The Statler Brothers - "Bed of Rose's"
- Asleep at the Wheel - "The Letter That Johnny Walker Read"
- The Desert Rose Band - "One Step Forward"
- Willie Nelson - "Crazy"
- Patsy Cline - "Three Cigarettes In An Ashtray"
- Mickey Gilley - "Make The World Go Away"
- Ed Bruce - "Mamas Don't Let Your Babies Grow Up to Be Cowboys"
- Merle Haggard - "Always Wanting You (Re-recorded Version)"
- Whitey Shafer - "All My Ex's Live In Texas"
- Eddie Rabbitt - "I Love a Rainy Night"

Sumário: A K Rose é uma estação de rádio especializada em música country. Sua apresentadora é Mary-Beth Maybell (dublada por Riette Burdick), e sediada em Bone County (Fort Carson). Mary-Beth afirma já ter se casado diversas vezes, e muitos de seus maridos teriam morrido em circunstâncias suspeitas. Estranhamente, a faixa "New York City" não foi listada no livreto incluído com a primeira versão para o Playstation 2, tendo sido incluída apenas nas versões posteriores.

### Master Sounds 98.3
DJ: Johnny "The Love Giant" Parkinson (voz de Ricky Harris)
Gênero: Rare groove, funk clássico, soul clássico, R&B
Faixas:
- Lyn Collins - "Rock Me Again and Again"
- Bob James - "Nautilus"
- Harlem Underground Band - "Smokin' Cheeba Cheeba"
- Lyn Collins - "Think (About It)"
- The Blackbyrds - "Rock Creek Park"
- War - "Low Rider"
- The J.B.'s - "The Grunt"
- Maceo & The Macks - "Soul Power '74"
- James Brown - "Funky President (People It's Bad)"
- Gloria Jones - "Tainted Love"
- Booker T. & the M.G.'s - "Green Onions"
- The Chakachas - "Jungle Fever"
- Maceo & The Macks - "Cross The Tracks (We Better Go Back)"
- Bobby Byrd - "I Know You Got Soul"
- James Brown - "The Payback"
- Bobby Byrd - "Hot Pants"
- Charles Wright & the Watts 103rd Street Rhythm Band - "Express Yourself"
- Sir Joe Quarterman & Free Soul - "So Much Trouble In My Mind"

Sumário: Master Sounds 98.3 é uma estação de rádio sediada em San Fierro, apresentada por Johnny "The Love Giant" Parkinson (dublado por Ricky Harris). Apesar de seu apelido (alcunha), fica implícito que ele tem uma estatura bastante baixa, possivelmente até mesmo um anão.

### Playback FM
DJ: Forth Right MC
Gênero: Hip hop da Costa Leste, hip hop clássico
Faixas:
- Kool G Rap & DJ Polo - "Road To The Riches"
- Big Daddy Kane - "Warm It Up, Kane"
- Spoonie Gee - "The Godfather"
- Masta Ace - "Me & The Biz"
- Slick Rick - "Children's Story"
- Public Enemy - "Rebel Without A Pause"
- Eric B. & Rakim - "I Know You Got Soul"
- Rob Base and DJ E-Z Rock - "It Takes Two"
- Gang Starr - "B.Y.S."
- Biz Markie - "The Vapors"
- Brand Nubian - "Brand Nubian"
- Ultramagnetic MCs - "Critical Beatdown"

Sumário: Apresentada pelo MC Forth Right, arrogante e adepto de teorias da conspiração (dublado por Chuck D, que fez parte do Public Enemy), a Playback FM toca hip hop clássico.

### Radio Los Santos
DJ: Julio G
Gênero: Gangsta rap, G-funk, hip-hop da Costa Oeste
Faixas:
- 2Pac (part. Pogo) - "I Don't Give a Fuck"
- Compton's Most Wanted - "Hood Took Me Under"
- Dr. Dre (part. Snoop Dogg) - "Nuthin' but a 'G' Thang"
- Dr. Dre (part. Snoop Dogg & RBX) - "Fuck Wit Dre Day"
- Dr. Dre & Snoop Dogg - "Deep Cover"
- Too Short - "The Ghetto"
- N.W.A. - "Alwayz Into Somethin'"
- N.W.A. - "Express Yourself"
- Ice Cube - "It Was a Good Day"
- Ice Cube (part. Das EFX) - "Check Yo Self (Message Remix)"
- Kid Frost - "La Raza"
- Cypress Hill - "How I Could Just Kill a Man"
- Eazy-E - "Eazy-Er Said Than Dunn"
- Above the Law - "Murder Rap"
- Da Lench Mob - "Guerillas in tha Mist"
- The D.O.C. - "It's Funky Enough"

Sumário: A Radio Los Santos (RLS) é uma estação de rádio especializada em gangsta rap e hip hop da costa oeste da época em que se passa o jogo (início da década de 1990), a chamada "era de ouro" do hip hop da costa oeste americana. É comandada por Julio G (que é um DJ na vida real) e está sediada em Downtown Los Santos. Julio G aparenta ser calmo e tranqüilo, um simples fã de rap e hip hop. A RLS apresenta veicula a gravação de diversos shout-outs e recados, enviados por membros da audiência (supostamente por meio de ligações telefônicas) e por personagens do próprio jogo. O locutor ainda faz referência ao "aumento nos roubos de carros", uma atividade que tem um papel central na trama do jogo. Diversas vezes, após uma missão ter sido completada, Julio faz a previsão do tempo e dá boletins de notícias sobre eventos de Los Santos.

### Radio X
DJ: Sage (voz de Jodie Shawback)
Gênero: Rock alternativo, metal alternativo, grunge
Faixas:
- Helmet - "Unsung"
- Depeche Mode - "Personal Jesus"
- Faith No More - "Midlife Crisis"
- Danzig - "Mother"
- Living Colour - "Cult of Personality"
- Primal Scream - "Movin' On Up"
- Guns N' Roses - "Welcome to the Jungle"
- L7 - "Pretend We're Dead"
- Ozzy Osbourne - "Hellraiser"
- Soundgarden - "Rusty Cage"
- Rage Against the Machine - "Killing in the Name"
- Jane's Addiction - "Been Caught Stealing"
- The Stone Roses - "Fools Gold"
- Alice in Chains - "Them Bones"
- Stone Temple Pilots - "Plush"

Sumário: A Radio X é uma estação de rádio que toca grunge e rock alternativo contemporâneo (para os anos 90). É comandada pela DJ Sage (dublada por Jodie Shawback). A Rádio X está cheia da atitude grunge dos anos 90 e da vibe da Geração X da época. Sua hospede, Sage, se apresenta como uma personagem intelectual, niilista, revolucionária e pessimista.
As faixas da rádio representa muitos dos sons de rock alternativo/moderno contemporâneo que se destacaram ou surgiram no início dos anos 1990. O gênero mais representado na estação é, sem dúvida, o grunge, com bandas como L7, Soundgarden, Alice in Chains e Stone Temple Pilots, todos tendo músicas na estação. 
Sage é uma mulher obcecada por si mesma, descuidada com a aparência e uma rebelde autoconfessa, que parece sempre estar irritada com algo, o que faz dela um estereótipo da chamada geração X. Sua obsessão mais aparente é pelo som de sua própria voz, juntamente com o sexo; ela admite já ter se deitado com todos os membros de uma das bandas que estão na sua programação (Danzig), com Axl Rose, além de um homem que ela "pegou atrás do Cluckin' Bell na noite passada", pergunta se "alguém poderia por favor fazer sexo comigo?", o que implica que ele é uma pessoa solitária, entre outras referências ao assunto. Ela constantemente reclama das pessoas que não a entendem, diz que adora chorar e tem vontade de morrer. Apesar de vir de uma família de classe alta, ela aparenta ter vergonha disso e afirma ser "pobre... de espírito". Sage também tem uma forte antipatia por pessoas com mais de 29 anos, acredita em reencarnação, odeia desenhos animados (por não mostrarem o mundo como ele realmente é), adora roupas flanela, chuva e admite que cheira tinta e éter, além de fumar qualquer coisa que possa ser fumada.
Sage dá alguns boletins de notícia ao longo de sua programação de acordo com a evolução do jogador na história do jogo. Ela reage negativamente em todos eles, criticando a abertura do cassino Four Dragons, as disputas entre os rappers Og Loc e Madd Dogg e a demora na abertura das pontes que dão acesso ao jogador para outras áreas do mapa.
A Radio X também tem intervenções de ouvintes via telefone; no entanto, os "dois" ouvintes que telefonam são dublados por Jeff Berlin, creditado como produtor de imagens do jogo.
O nome da rádio além de ser uma clara referência a geração X, é possivelmente inspirado na 89X Radio, uma rádio de Detroit fundada na mesma época e que ajudou a difundir o rock alternativo naquela região.

### SF-UR
DJ: Hans Oberlander (voz de Lloyd Floyd)
Gênero: House music, acid house, deep house
Faixas:
- Jomanda - "Make My Body Rock (Basic Mix)"
- 808 State - "Pacific 707"
- The Todd Terry Project - "Weekend"
- Frankie Knuckles - "Let The Music Use You"
- Marshall Jefferson - "Move Your Body"
- Maurice - "This Is Acid"
- Mr. Fingers - "Can You Feel It?"
- A Guy Called Gerald - "Voodoo Ray"
- Cultural Vibe - "Ma Foom Bey"
- CeCe Rogers - "Someday"
- Robert Owens - "I'll Be Your Friend"
- Frankie Knuckles - "Your Love"
- Joe Smooth - "Promised Land"
- 28th Street Crew - "I Need a Rhythm"
- Raze - "Break 4 Love"
- Fallout - "The Morning After"

Sumário: A San Fierro Underground Radio ou SF-UR é uma estação de rádio que toca house music, sediada em San Fierro e apresentada pelo DJ alemão Hans Oberlander (dublado por Lloyd Floyd). Nenhuma das canções tocadas nesta estação foi lançada em disco, excetuando-se "Break 4 Love".

## Estações de notícias etalk radios

### WCTR
Ao contrário de outros jogos na série Grand Theft Auto, em San Andreas existe apenas uma estação de rádio dedicada a notícias e a discussões: a West Coast Talk Radio (WCTR), uma talk radio. De acordo com o progresso do jogador na trama do jogo, partes específicas do programa, que não serão mais repetidas, podem ser ouvidas, à medida que novos segmentos são levados ao ar. Isto fica evidente em programas como 'WCTR News', 'Entertaining America', e 'The Wild Traveler'. Diversos personagens do jogo também fazem aparições especiais nos programas da rádio, e nos seus anúncios publicitários. Sediada em Los Santos, a WCTR consiste de diversos programas:
WCTR News ("Notícias da WCTR") — apresentada por Lianne Forget (dublada por Sharon Washington), com Richard Burns (Wil Wheaton), apresenta as últimas notícias do estado de San Andreas. No total existem 11 boletins diferentes do WCTR News ao longo do jogo. O programa deixa subentendido que Forget e Burns têm um caso. À medida que a atração avança, fica cada vez mais agitada; Richard Burns parece freqüentemente estar sob o efeito de alguma substância, e Lianne recomenda às pessoas que "fiquem em casa", dizendo que "é mais seguro lá".
The Tight End Zone — programa de desportos, apresentado por Derrick Thackery (dublado por Peter Appel). Thackery aparenta não se preocupar tanto com o desporto em si, e sim com as paixões que ele desperta. Foi molestado sexualmente por seu tio quando pequeno, e parece ter medo de fazer qualquer comentário perentório sobre desportos, mulheres, e diversos outros assuntos.
The Wild Traveler ("O Viajante Selvagem") — programa de viagens, apresentado por James Pedeaston (dublado por Sam Tsoutsouvas). Pedeaston é um pedófilo, procurado na Malásia e investigado pelo FBI. Aprecia viajar ao redor do mundo e registra alguns de seus encontros mais 'exóticos' em seu diário de viagem - cujos trechos ele acidentalmente lê no ar, para a repulsa dos ouvintes. Seu programa parece revoltar tanto os seus ouvintes que a um certo ponto ele passa a receber ligações pouco amistosas. Numa delas, um ouvinte que está prestes a se suicidar afirma querer ir para o inferno, ao que Pedeaston responde: "Eu também! Compre um ímã de geladeira para mim quando chegar lá." Em 23 de outubro de 2003, James foi julgado e condenado; em algum ponto entre seu julgamento e o lançamento de Grand Theft Auto IV, um site foi criado, pedindo às pessoas que doassem para auxiliar um fundo para custear suas despesas legais; o site recebeu apenas 23 dólares.
Entertaining America ("Entretendo a América") — programa de entretenimento, apresentado por Billy Dexter (dublado por Peter Marx) e, posteriormente, Lazlow (dublado por Lazlow Jones), com a presença de diversos convidados. Dexter é acidentalmente baleado por Jack Howitzer (estrela do filme Exploder, no jogo Grand Theft Auto: Vice City), e, depois de um longo hiato (que inclui a subsequente condenação de Howitzer, no programa WCTR News) ele é substituído por Lazlow. Quando este assume o programa, seus convidados passam a incluir OG Loc, Chris Formage (líder de uma seita chamada Epsilon Program ("Programa Épsilon"), e Darius Fontaine (um pregador new age radical, que exorta seus seguidores a 'encarar seus medos'). Opie e Anthony fazem uma aparição especial, como ouvintes que telefonam para o programa; Opie fala sobre caçadores-coletores, enquanto Anthony diz que ele "realmente gostaria de beijar mulheres gostosas numa igreja", uma referência a Sex for Sam 3. De acordo com Dexter, a sede do Entertaining America fica em Vinewood.
Gardening with Maurice ("Jardinagem com Maurice") — programa sobre jardinagem, apresentado por Maurice (voz de Andy Dick). Maurice é homossexual e tem uma personalidade extremamente sexualizada; ama não apenas os seus jardins, como seu corpo também. Gosta, por exemplo, de tirar fotografias dos dois, sempre que estão "florescendo", em suas palavras. Também oferece conselhos pouco ortodoxos e sugestões incomuns, sobre jardinagem, aos ouvintes que telefonam. O nome do programa se originou na versão do jogo Grand Theft Auto III da estação de rádio Chatterbox FM, onde dizia-se que o programa havia sido "tirado do ar".
I Say/You Say ("Eu Digo/Você Diz") — programa de debates políticos, apresentado pelo casal marido-e-mulher, liberal-e-conservador, Peyton Phillips (voz de Paul Ames) e Mary Phillips (voz de Jackie Hoffman). Peyton e Mary são caricaturas de suas ideologias: Peyton é extremamente liberal, enquanto Mary é uma ferrenha conservadora. Por exemplo, ao lidarem com um ouvinte que telefona e menciona ter enterrado recentemente os cadáveres de diversos imigrantes ilegais em seu quintal, Mary aconselha-o a utilizar os cadáveres para conseguir abatimentos legais no imposto de renda, enquanto Peyton menciona a reciclagem e a doação de órgãos. Nos primeiros programas um Lazlow desesperado telefona pedindo por um emprego no rádio, e perguntando se pode tomar o lugar de Peyton.
Lonely Hearts Show ("Programa dos Corações Solitários") — programa de conselhos amorosos e sentimentais, apresentado por Christy MacIntyre (voz de Sara Moon), com a participação de Fernando Martinez (voz de Frank Chavez), célebre pela sua participação num dos outros jogos da série, Vice City, e que eventualmente acaba tomando conta do programa; menciona rapidamente ter sido expulso de Vice City, mencionando um certo "alarme". O personagem Zero também telefona, desesperado para se livrar de seu celibato, assim como Jizzy B, que quer fazer propaganda de sua discoteca.
Area 53 — sátira dos tradicionais programas de rádio americanos dedicadas a temas polêmicos e controversos (Coast to Coast AM), geralmente dedicados à paranormalidade e a teorias da conspiração. Apresentado por Marvin Trill (voz de Bob Sevra). Transmitido a partir de seu trailer no deserto, os principais assuntos de Trill são abduções por alienígenas e conspirações envolvendo o governo americano. O hacker americano Kevin Mitnick aparece como ouvinte que liga para dizer que consegue lançar mísseis nucleares somente assobiando num telefone público. Esta é uma referência a uma alegação utilizada por promotores públicos como justificativa para manter Mitnick na cela solitária, quando de sua prisão. Ele também afirma que agora usa seus poderes apenas para o Bem (da mesma maneira que o real Mitnick também passou a gerir uma companhia de consultoria de segurança). Adam First (voz de Jamie Canfield), o DJ da estação Wave 103, em Vice City, também liga para o programa, para dizer que viu um homem vestido com roupas de astronauta, ao que Trill responde implicando que era ele o astronauta. Um personagem do jogo chamado The Truth também telefona para o programa, e é ridicularizado por Trill. No segundo bloco do programa, que é transmitido quando o personagem principal, CJ, está em San Fierro, os quatro ouvintes que telefonam para o programa (Mike, Vyvyan, Neil e Rick) têm os mesmos nomes dos quatro personagens principais da sitcom da BBC, The Young Ones.